# Vasile al II-lea
Vasile al II-lea Bulgaroctonul, „omorâtorul de bulgari”, (n. 958 d.Hr., Constantinopol, Imperiul Roman de Răsărit – d. 15 decembrie 1025, Constantinopol, Imperiul Roman de Răsărit) a fost un împărat bizantin din dinastia macedoneană. 
Obiectivul lui era refacerea marelui Imperiu Bizantin. Consolidează cuceririle predecesorilor săi în Siria împotriva fatimizilor și se confruntă cu Țaratul Bulgar condus de Samuil în lupte care durează mai multe decenii, 991–1014. În 1014, îi înfrânge pe bulgari în regiunea Struma. După bătălie orbește 14.000 de prizonieri bulgari, iar unui bulgar din 100 i se lasă un singur ochi, pentru a-i conduce pe ceilalți înapoi la Samuil.

## Copilăria și tinerețea
Vasile al II-lea a fost un membru marcant al puternicei dinastii Macedonene. Fiu al lui Romanus al II-lea și al împărătesei Theophano, de origine armeană și nepot al împăratului Constantin al VII-lea Porfirogenetul, Vasile a avut o copilărie zbuciumată.
Orfan de tată de la 5 ani (963), care îl asociase deja la tron, tânărul prinț și-a văzut tronul ocupat pe rând de Nicefor al II-lea Focas - prin căsătoria cu împărăteasa văduvă - și de Ioan I Tzimiskes, care l-a ucis pe Nichifor Focas și a trimis-o pe împărăteasă în exil. Însă în 976 Ioan Tzimiskes, un împărat foarte competent de altfel, moare, iar Vasile, în vârstă de aproape 20 de ani, ocupă tronul ca împărat legitim sub numele de Basileios II la 10 ianuarie al aceluiași an.

## Activitatea politică
În primii ani ai domniei tânărul împărat se confruntă cu răscoala a doi mari potentați din Anatolia: Bardas Skleros și Bardas Phocas. Împăratul reușește să înăbușe cu succes cele două rebeliuni, îl ucide pe Phocas în 979 iar 10 ani mai târziu, celălalt Bardas, Skleros , cere iertare și depune armele împăcându-se cu împăratul.
Tot în 988 Vasile al II-lea încheie o alianță cu cneazul rus Vladimir I, acesta acceptă să predea imperiului orașul Chersones din Crimeea (pe care îl ocupase) și să pună la dispoziția Imperiului Bizantin 6000 de soldați. Pentru a întări această alianță Vladimir se căsătorește cu prințesa Ana, sora împăratului și trece la creștinism împreună cu tot poporul său.
După lupte grele, Vasile reușește un lucru remarcabil pe frontul din Orient: recucerește Siria și Libanul din mâna arabilor și pune capăt pentru multă vreme războaielor cu califatul fatimid. Acum, cu pacea asigurată în răsărit va avea timp și resurse să se ocupe de rebeliunea din Bulgaria.
Împăratul Ioan I Tzimiskes cucerise parțial Bulgaria, dar în regiunea de vest, Macedonia și Serbia de est din ziua de azi, țarul bulgar Samuil reușise să organizeze o rezistență și să se mențină în zonă. În 986 Vasile al II-lea trimisese 60 000 de soldați împotriva Sofiei dar campania bizantină a fost un eșec total.
Războiul s-a transformat într-unul de lungă durată, un adevărat război de uzură cu rezultate incerte de ambele părți. Asta până în 1000 când Vasile, profitând de pacea de la granițele de răsărit se întoarce cu toată puterea asupra bulgarilor și cucerește rând pe rând Albania de azi, Scopje, Moesia. Bătălia decisivă de la Kleidion avea să-i aduca supranumele de Bulgaroctonul (omorîtorul de bulgari). 14 000 de prizonieri bulgari sunt orbiți și trimiși la țarul Samuil care la vederea unei asemenea grozăvii face un atac de cord și moare.
Pe drumul de întoarcere Vasile II îi supune și pe sârbi și îi readuce sub ascultarea imperiului; atrage sub controlul său și voievodatul bănățean al lui Ahtum (amenințat de ungurii care nu aveau nici un drept) și apoi se abate la Atena unde aduce mulțumiri pentru victorie Sfintei Născătoare de Dumnezeu în biserica de pe Acropole în care fusese transformat Parthenonul.
Vasile al II-lea Bulgaroctonul readuce în granițele imperiului și Armenia, părți din hanatul Khazar, în special zona Crimeii dar și sudul Italiei.

## Exportul de ortodoxism
Având nevoie de ajutor, Vasile al II-lea apelează la marele cneaz de Kiev, Vladimir I, conducător puternic, dar păgân. Împăratul s-a oferit să i-o dea de soție lui Vladimir pe sora sa Anna dacă prințul vareg se va converti la creștinism. Vladimir a considerat că o căsătorie cu o prințesă bizantină merită orice efort. A fost botezat și s-a căsătorit cu Anna. Creștinismul a devenit religia oficială a statului rus, Biserica Rusă punându-se sub autoritatea Patriarhiei din Constantinopol. Vladimir trimite împăratului 6.000 de soldați, aceștia fiind înrolați într-un corp permanent denumit Garda Varegă.
Pentru uzul clericilor de la curtea imperială a fost realizat Menologul lui Vasile al II-lea, o capodoperă a artei bizantine.

## Ultimii ani ai lui Vasile II Bulgaroctonul
Ultima campanie a fost pregătită pentru recucerirea Siciliei. O mare armată a fost adunată în Italia, formată din vandali, turci, varegi (vikingi), bulgari, români (valahi balcanici) și macedonieni sub comanda spătarului Oreste. Armata a participat în Italia doar la câteva bătălii minore, campania fiind întreruptă de moartea împăratului, în anul 1025.
Ultima sa dorință, pe patul de moarte, a fost aceea de a nu fi îngropat în mausoleul basileilor ci în terenul de antrenament al Gărzii Imperiale pentru a auzi mereu strigătele soldaților ce luptă pentru gloria imperiului.
A rămas în istorie ca un împărat model, nu a fost niciodată căsătorit și și-a petrecut anii domniei mai mult pe câmpurile de luptă decât în palat.
Mihail al VIII-lea Paleologul a adus cu fast rămășițele pământești ale lui Vasile al II-lea la mănăstirea construită de el, lângă Selymbria.